# Иван Пеев-Плачков
 Тази статия е за българския политик. Вижте също: Иван Пеев и Иван Плачков.
Иван Пеев-Плачков е български просветен деец и политик от Народната партия. Бивш министър на народното просвещението в периода 1900 – 1901 и 1912 – 1913, деловодител и секретар на БКД (1911 – 1939).

## Биография

### Произход, образование и младежки години
Иван Пеев-Плачков е роден на 19 януари (7 януари стар стил) 1864 г. в Копривщица, тогава Османската империя. Завършва Робърт колеж в Цариград през 1882 г., след което е учител в Пловдив и София (1883 – 1900). Първоначално е преподавател по математика, а впоследствие – по български език и литература.
Дописен член е от 1898 г. и действителен от 1900 г. на Българското книжовно дружество (БКД), дн. Българска академия на науките (БАН). Оглавява Министерството на народното просвещение (МНП) във второто правителство на Тодор Иванчов и първото правителство на Рачо Петров (1900 – 1901). След това редактор на в. „Мир“ и сътрудник на „Периодическо списание“, „Училищен преглед“, „Българска сбирка“ и „Летопис на българското книжовно дружество“ в София (1900 – 1938).
Иван Плачков е племенник на свещеник Дончо Дойчов Плачков (1835 – 1 май 1876) – посечен от турците в местността „Чардашко дере“. Изпратен е в края на въстанието в Копривщица от първенците при турската войска със златни дарове и молба да пощадят града.

### Професионална дейност
В периода 1901 – 1910 г. Пеев е деловодител на БКД, а в периода 1911 – 1939 г. – негов секретар. През този период се включва по-активно в политическия живот като привърженик на Народната партия. От 1908 г. работи в близкия до партията вестник „Реч“. През 1911 г. е избран за народен представител и става подпредседател на V велико народно събрание, след това подпредседател на XV обикновено народно събрание (1911 – 1912).
През 1912 – 1913 г. отново оглавява Министерството на народното просвещение (МНП) в правителството на Иван Гешов и четвъртото правителство на Стоян Данев. Заедно с други привърженици на опозицията, през 1922 г. е арестуван и изпратен в затвора в Шумен от земеделското правителство на Александър Стамболийски. Подведен е под съдебна отговорност като един от виновниците за националните катастрофи. Освободен е след Деветоюнския преврат. Дядо е на философа Цветан Тодоров и на физика Иван Тодоров.
Иван Пеев-Плачков умира на 16 август 1942 г. в София.
Семейството на Пейо Плачков е единственото в България дало три жертви по време на войните 1912 – 1918 г. – полк. Михаил Пеев-Плачков, майор Владимир Пеев-Плачков и майор Атанас Пеев-Плачков. От четирима сина им остава само техният брат Иван Пеев-Плачков.

## Творчество
- Идеологическа класификация на българските предлози.   1890.
- Бележки, очерци и фейлетони. 1884 – 1900.   1901.
- Очерци и бележки по учебното дело.   1911.
- Иван Евстратиев Гешов.   1926.
- Д-р Константин Стоилов. Живот и обществена дейност.   1930.
- Из гънките на миналото. Спомени и впечатления.   1994.